# Hôpital de Sainte-Thérèse
Pour les articles homonymes, voir Sainte-Thérèse (homonymie).
L’Hôpital de Sainte-Thérèse (chinois : 聖德肋撒醫院 ; anglais : St. Teresa’s Hospital) est un hôpital privé et catholique situé à Hong Kong, Chine. L’hôpital ayant été fondé par les Sœurs de Saint-Paul de Chartres, une congrégation française, il est surnommé « l’hôpital français de Kowloon ».